# Himantozoum leontodon
Himantozoum leontodon är en mossdjursart som först beskrevs av Busk 1884.  Himantozoum leontodon ingår i släktet Himantozoum och familjen Bugulidae. Utöver nominatformen finns också underarten H. l. cornuta.